# Barile bomba

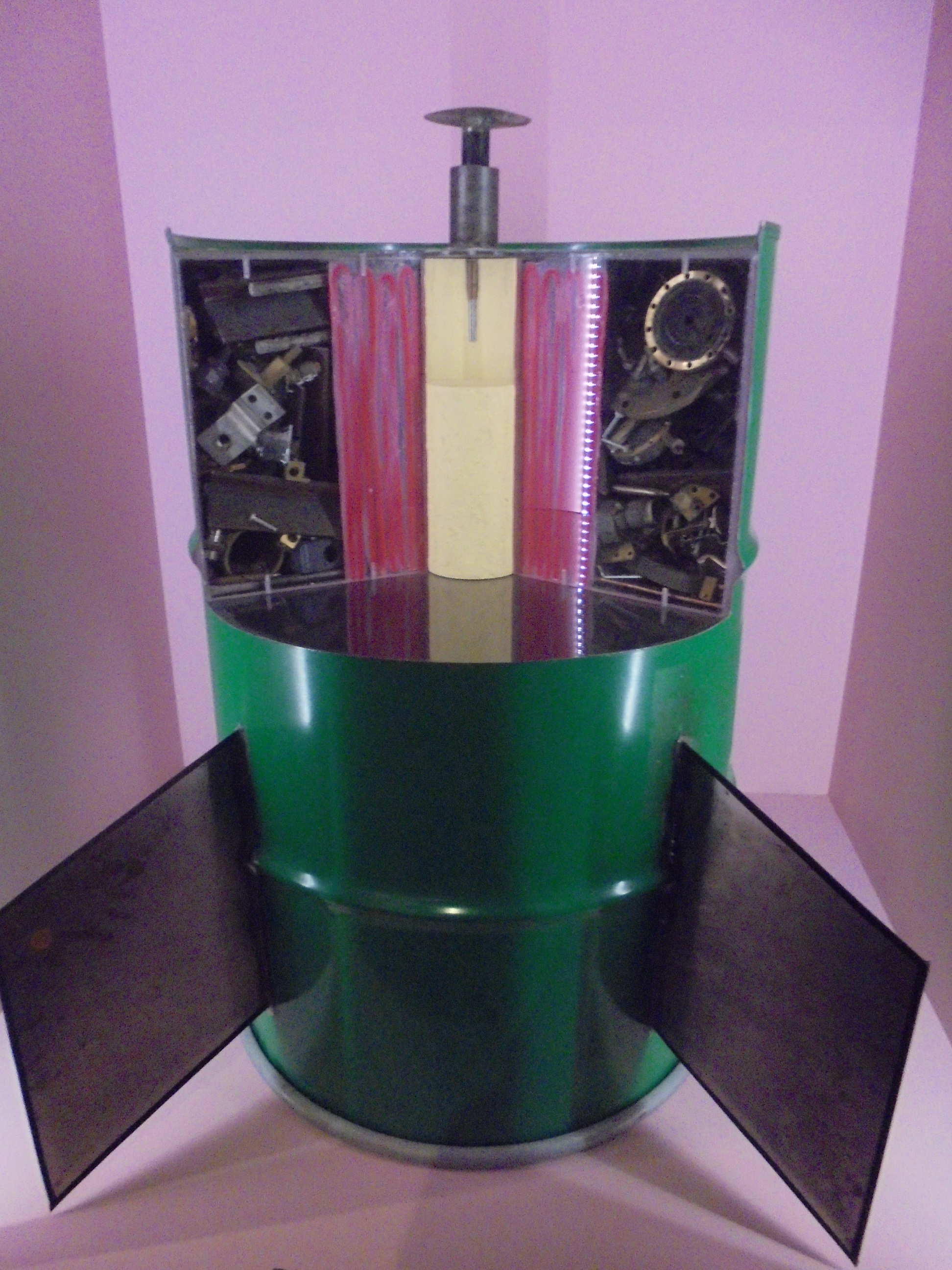
Replica di un barile bomba esposta nell'Imperial War Museum di Londra

Il barile bomba, anche conosciuto come barilebomba, bomba-barile e barrel bomb, è un ordigno aeronautico composto da un fusto per il trasporto del petrolio riempito di esplosivo e pezzi di metallo. In alcuni casi essi presentano delle pinne che ne migliorano la stabilità e la forza d'impatto. Trattandosi di armi semplici e talvolta improvvisate, tali ordigni sono economici: il loro costo è stato stimato tra i 200 e i 300 dollari statunitensi.
I barili bomba sono stati usati nel corso dei conflitti armati in Medio Oriente, Sri Lanka, Sudan, Vietnam, Croazia e Ucraina. Imprecisi e di enorme forza distruttiva, i barili bomba sono stati proibiti in seguito alla Convention on Prohibitions or Restrictions on the Use of Certain Conventional Weapons delle Nazioni Unite e sono osteggiati dalla Human Rights Watch.